# Crytea plagiceps
Crytea plagiceps là một loài tò vò trong họ Ichneumonidae.